# Retrato de Caterina (Amisani)
O Retrato de Caterina Amisani  (em italiano: Ritratto di Caterina Amisani), é uma obra de arte única do artista italiano Giuseppe Amisani chamado de O pintor de Reis.
Finalizado em 1920, é uma obra de arte exposto na Palácio Pitti (em italiano: Galleria degli Uffizi), incorporata ao acervo em 1913, nos Itália.

## Exposições internacionais
- 1986-1987, Florença, Itália, Le Collezioni del Novecento, 1915-1945: presentazione antologica: Firenze, Galleria d'arte moderna di Palazzo Pitti

## Ligações
- La culla tragica (Amisani)